# Stibarobdella macrothela
Stibarobdella macrothela är en ringmaskart som först beskrevs av Schmarda 1861.  Stibarobdella macrothela ingår i släktet Stibarobdella och familjen fiskiglar. Inga underarter finns listade i Catalogue of Life.